# Cailean Mór
Cailean Mór ou Cailean Mór Caimbeul, connu également sous le nom de Sir Colin Campbell (mort après 1296),  est l'un des premiers membres attestés du Clan Campbell et un personnage important comme ancêtre des comtes d'Argyll à la fin du Moyen Âge. 

## Biographie
Cailean était le fils d'un certain Gilleasbaig, chevalier et lord de la seigneurie de Menstrie et Sauchie dans le Clackmannanshire. Dans les années 1970 on a supposé pour la première fois que la mère de Cailean était Afraig, une fille de Cailean mac Dhonnchaidh, le frère de Niall, Comte de Carrick ; on a supposé aussi qu'elle était la fille de Niall lui-même, en tout cas il ne fait aucun doute qu'elle était de la famille des comtes gaéliques de Carrick. Ce qui signifie que Cailean lui-même était le cousin du futur roi, Robert Ier d'Écosse, et cela explique pourquoi les Campbell étaient si attachés à la cause de Bruce pendant les Guerres d'indépendance de l'Écosse. Cailean lui-même prit part à la Guerre de succession d'Écosse, et fut l'un des avocats qui représentèrent Bruce auprès du roi d'Angleterre Édouard Ier en 1291. 
Il apparaît comme témoin dans divers documents datant des années 1290 et concernant des seigneuries dans le sud-ouest de l'Écosse. Il apparaît (vers 1293) dans le Newbattle Registrum, où il est appelé fils de « Gylascop Kambel » (« Gilleasbaig Caimbeul »), et il obtient de Sir Robert Lindsay la seigneurie de Symington ; ce document, où James Stewart, 5e High-Steward d'Écosse et Lord of Kyle, est l'un des garants de Cailean, garantit le maintien du paiement d'une rente à l'abbaye de Newbattle. En 1295, Cailean apparaît comme témoin dans une charte de James Stewart accordée à l'abbaye de Paisley, et il apparaît à nouveau en 1296 dans le Paisley Registrum qui atteste le mariage de James avec la sœur de Richard de Bourg, comte d'Ulster. Cailean était également témoin dans une charte de Maol Choluim, à cette époque Mormaer (ou comte) de Lennox, et dans une autre charte de Lennox dans laquelle des terres lui sont accordées dans la Péninsule de Cowal par John Lamont, un des vassaux de Maol Chaluim. 
En 1296, et peut-être en 1293, Cailean occupait le poste de « Ballie » du Loch Awe et d'Ardscotnish, qui lui avait été accordé, soit par le roi Jean Balliol soit par Édouard Ier d'Angleterre, et qui fit de lui l'ennemi de Iain de Lorn, un MacDougall seigneur de Lorne. Peu après septembre 1296, il fut tué par les MacDougall au «Red Ford » aux confins du Loch Awe et de Lorne. 
La grande renommée de Cailean vient du fait que par la suite les comtes et les ducs d'Argyll l'ont reconnu comme leur ancêtre et se sont dits « Mac Cailein Mór », c'est-à-dire fils ou descendants de « Colin le Grand ».

## Sources
- (en) Cet article est partiellement ou en totalité issu de l’article de Wikipédia en anglais intitulé « Cailean Mór » (voir la liste des auteurs).